# Henri Lacagne
Henri Lacagne, né le 27 décembre 1909 à Saint-Symphorien-de-Marmagne et décédé le 12 décembre 1993 à Dijon, est un homme politique français.

## Biographie
Il fait des études primaires avant de s'installer comme charcutier— métier qu'il exercera jusqu'en 1966 —.

### Carrière politique
Il est maire du Creusot de 1966 à 1977 et conseiller général du canton du Creusot-Est de 1973 à 1976.

### Postérité
Une voie du Creusot porte depuis février 2014 le nom de rue Henri-Lacagne.

## Distinctions

### Décorations
- Chevalier de la Légion d'honneur.